# بيت الورد (بني العوام)

تعديل مصدري - تعديل

بيت الورد هي إحدى قرى عزلة قطعة الصرابي بمديرية بني العوام التابعة لمحافظة حجة، بلغ تعداد سكانها 122 نسمة حسب تعداد اليمن لعام 2004.